# Calipso (gênero musical)
Calipso é um estilo musical afro-caribenho que surgiu em Trinidad e Tobago no século XIX. O estilo, juntamente com o mento da Jamaica e o jump blues dos Estados Unidos em meados dos anos 50, influenciou no surgimento do ska.

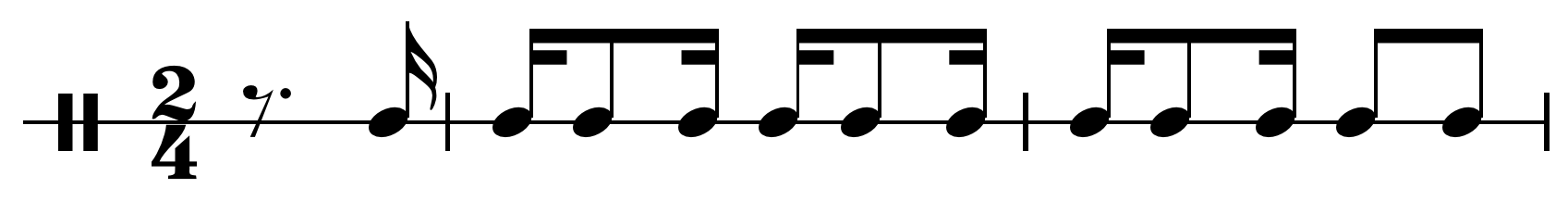
Ritmo do calipso.

O Calipso é originário de Trinidad, a partir da trama de tambores daquela região, durante as manifestações populares, principalmente durante o carnaval caribenho. As raízes dessa música remetem à chegada dos escravos africanos, que, não podendo conversar uns com os outros, comunicavam-se pela música. No final do século XX, o Calipso passou a fazer sucesso de diversas formas no mundo inteiro, criando versões totalmente diferentes. Em Moçambique o Calipso também recebeu influências afro-portuguesas.
Esse hábito construiu entre os escravos um senso de comunidade desde os tempos de escravidão. Com a chegada da música francesa, espanhola e inglesa à ilha, os hábitos mudaram. Os franceses trouxeram o carnaval, no qual muito tempo depois as competições de Calipso ganharam muita popularidade, principalmente com os movimentos negros que foram amplamente divulgados a partir da década de 1980.
Enquanto a maior parte dos especialistas atribui raízes africanas ao Calipso, num livro escrito em 1986 intitulado "Calypso from France to Trinidad, 800 Years of History" (Calipso: da França para Trinidad, 800 anos de história) o Calipso veterano "The Roaring Lion" (Rafael de Leon) afirma que o Calipso descende da música medieval dos trovadores franceses.
Reza a lenda do tambor de aço (instrumento percussivo bastante utilizado no calipso) que, na Segunda Guerra Mundial foram deixados bidons de gasóleo, que serviam para abastecer as aeronaves, entretanto, os nativos pensaram que aqueles bidons poderiam servir para mais alguma coisa se não causar poluição. Então, pegaram nos bidons e fizeram alvéolos circulares, e assim se constituíram o tambor de aço (steel drums), da categoria dos idiofones. Mas na verdade o instrumento foi criado pelos afrodescendentes jamaicanos da ilha de Trinidad como forma de comunicação entre os negros escravizados e foram subsequentemente declarados ilegais pelo governo colonial britânico em 1883, com receio de que os ilhéus pudessem organizar rebeliões através da comunicação sonora. Os negros também utilizavam os tambores de aço durante a celebração da terça-feira gorda, festividade trazida às ilhas de Trinidad e Tobago pelos franceses.
O Calipso, é um estilo musical muito alegre, que se costuma tocar no carnaval, com várias acentuações e ritmos sincopados.
As harmonias são muito simples utilizando-se os acordes da tónica, subdominante e dominante.
Os franceses trouxeram o carnaval, no qual as competições do Calipso ganharam muita popularidade, principalmente após a proibição da escravatura em 1834. O Calipso, influenciando a música Jamaicana dos anos 1970 em alguns géneros musicais como o reggae rap ou reggae swing, pode apresentar variações nítidas no estilo.
Uma boa fonte de pesquisa dos anos em que esse ritmo fez sucesso na Jamaica são as coletâneas lançadas pelo selo Trojan Records  como Trojan calypso box set (vol 01, 02 e 03)

## No Brasil
Em todo o Brasil o nome calypso é conhecido por conta das bandas Banda Calypso, Banda da Loirinha e Companhia do Calypso, e a cantora Joelma, que utilizam de uma musicalidade mais distante do ritmo original caribenho. Esse gênero paraense é conhecido como calypso.
O calipso caribenho foi bastante utilizado no fim dos anos 50 por pioneiros do rock brasileiro, como exemplo Betinho & Seu Conjunto, que lançou o disco Rock & Calypso em 1958.

## Em Portugal
Aplica-se a grafia original: Calypso.